# 馮家福

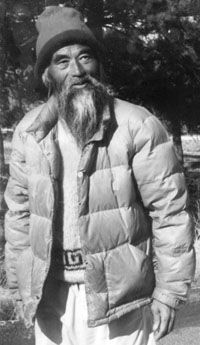
馮家福

馮家福（1919年—1985年）在美國因作為一名道教經典的英文譯者（同他的妻子簡·英格麗希一起）和道教老師而出名，他和阿蘭·瓦茨、傑克·克魯亞克還有亞伯拉罕·馬斯洛有交情。

## 生平
他於1919年出生於上海一個有一定影響力的相當富裕的家庭。他的父親是一位著名的銀行家，為中國銀行的創始人之一；在他16歲的時候，他的母親去世。他起先在家接受中國古代經典的教育，後來就讀於一所私立的寄宿制學校。他曾有幾個月的時間受到英國領事的妻子的教導。他們全家信奉佛教。每年春假時，他們全家都會回祖輩老家浙江省余姚歡慶春節。在抗日戰爭時期，馮家福前往撤遷到昆明的西南聯合大學攻讀文學。他曾經說到，他一生中有三次成為百萬富翁，而每一次他都把錢捐贈出去了。第一次是在昆明為銀行工作時。
1946年他重返上海，而1947年他再次離開，前往美國賓夕法尼亞大學的沃頓商學院攻讀國際金融碩士學位。在共產黨接管中國大陸之後，加上韓戰的爆發，美國當局的政策使得許多中國留學生不能返家。共產黨隨後的一系列政策，使得他全家乃至全中國的前途命運不那麼確定，他的父親便建議他，一直留在美國。而在文化大革命期間，他們家中的一些成員受到了迫害。
隨後，他開始駕著一輛破車遊學於全美國。他曾經在一個貴格會團體裡待過一段時間；而在美國最高法院對布朗訴托皮卡教育局案作出判決期間，他則住在喬治亞的一個社區裡，50年代中期，他最終搬到了西海岸。在那裡，他和傑克·克魯亞克及其他垮掉的一代們混在一起，並開始教授道教哲學。